# Tratado de Ebla - Abarsal
El texto es una fuente primaria de naturaleza legislativa, ya que narra el tratado que hacen las ciudades – estado de Ebla y Abarsal. Se considera que es una de los primeros tratados diplomáticos de la historia de la humanidad. Si bien, se puede localizar Ebla, los historiadores no han podido identificar la ciudad de Abarsal. G. Pettinato ha querido ver en Abarsal, la futura ciudad de Assur, capital de Asiria. No obstante, el texto indica que es un estado limítrofe o cercano a Ebla con la que comparte una frontera común.

## Datación y cronología
Este tratado se encontró en los archivos de las tablillas de Ebla, datados en el III milenio a. C. que sobrevivieron al incendio del palacio real. Pese a las dificultades que tuvo la restauración de las tablillas, se ha podido datar este tratado, en torno al año 2350 a. C. Seguramente se ha podido datar, siguiendo estudios prosopográficos y las maneras de escribir
Se puede datar este tratado en la Edad del Bronce antiguo (3100 – 2000 a. C.). Posiblemente fue realizado durante la época del rey Ikkab Dim. El texto hace referencia a la ciudad-estado de Ebla, que creó un Imperio comercial a partir de la II mitad del bronce antiguo y medio. Desaparecería en torno al año 2300 a. C. y se vincula a la expansión de Sargón I de Acad. Esta ciudad es uno de los referentes culturales y políticos de la franja Sirio – Palestina de esta época. El texto se realizó durante la fase de apogeo de Ebla.

## Contenido
En el texto se tratan diversas cuestiones:
1º. Reparto de áreas de influencia entre Ebla y Abarsal. Es significativo que se delimiten las áreas de influencia de Ebla, pero no las de Abarsal. Esto puede indicar que en el tratado que se suscribe, Ebla, es el estado dominante. También, seguramente, se deba a que la copia que se ha conservado en el archivo de Ebla solo se copiase aquello que afectaba a la ciudad de Ebla. En el archivo de Abarsal, habría otra copia en la que se mencionaría los aspectos que afectaban a este estado.
2º. Temas relativos a impuestos, pagos y tributos.
3º. Información relativa a funcionarios y cargos de la administración como pueden ser las funciones del Prefecto de palacio. En este aspecto habría que destacar el papel de los Correos y mensajeros, que eran muy importantes en estos estados debido a que llevaban los documentos diplomáticos y enviaban regalos a mandatarios extranjeros para obtener alianzas y así aumentar el prestigio del estado. También se regula que en caso de muerte de los correos, las propiedades de estos reviertan en el estado de Ebla. También aquí debemos de colocar las funciones del funcionario comercial TIR.
4º. Temas relativos a la ganadería bovina.
5º. Temas relativos al comercio. A este aspecto se le presta especial atención. Se habla de Lu´atim que debe ser una ciudad fronteriza donde se hacen los intercambios entre ambos países y por ello debe de estar cerca de la frontera. La ciudad, parece estar en el territorio de Ebla, lo que reforzaría la idea de que Ebla sería la potencia que más partido sacó del tratado. En esta ciudad había un funcionario que se ocupa de las tareas comerciales al que se denomina TIR. 
El papel predominante de Ebla en el aspecto comercial, se puede observar cuando se impone un veto comercial a Abarsal sobre las ciudades de Kakmiurm, Hashuwan e Irar. 
En caso de que hubiera malas prácticas comerciales entre ambos países se impondrá a Abarsal multas y restricciones comerciales. Es competencia del TIR determinar los delitos que se produzcan por sustracciones de mercancías.
También se observa regulaciones sobre el consumo de agua y aceite así como el tema de las facturaciones comerciales.
5º. Temas relativos a la manumisión de esclavos.
6º. Temas relativos al uso de agua.
7º. Temas relativos a disposiciones y sentencias.
8º Por último se realiza una justificación ideológica, aludiendo a maldiciones por aquellos que incumplan el tratado así como su borrado de la memoria. Un ejemplo que se señala es que "sus correos se queden sin agua" debido a que los correos son esenciales para el desarrollo administrativo y diplomático de la ciudad-estado.